# Дугучієв Іслам Бетерсултанович
Іслам Бетерсултанович Дугучієв (рос. Ислам Бетрсултанович Дугучиев; нар. 15 квітня 1966, Алтинемель, Кербулацький район, Алматинська область, КазРСР) — радянський, російський і азербайджанський борець греко-римського стилю чеченського походження, чотириразовий чемпіон світу, дворазовий чемпіон та бронзовий призер чемпіонатів Європи, володар Кубку світу, срібний призер Олімпійських ігор. Заслужений майстер спорту СРСР з греко-римської боротьби. Заслужений тренер Росії. У 2006 році включений до Всесвітньої Зали слави Міжнародної федерації об'єднаних стилів боротьби.

## Життєпис
Іслам Дугучієв народився в Казахстані, куди були вислані, як і багато інших чеченців та інгушів його батьки, але у 1971 році його родина переїхала до рідного Наурського району. Боротьбою почав займатися з 1978 року в станиці Наурській під керівництвом тренера Пазлу Умарова, став виступати у змаганнях, як сільської громади, так і ФСТ «Динамо» і завойовувати призові місця. У 1983 році переїхав до Ростова-на-Дону після зарахування в спортивний інтернат, перейменований зараз у Школу олімпійського резерву.
У 1984 році став чемпіоном Європи серед юніорів. У 1986 році завоював срібну медаль чемпіонату Європи серед молоді.
Виступав за спортивне товариство «Динамо» Ростов-на-Дону. Тренери — Аслаудін Абаєв, М. Дугучієв, Пазлу Умаров.
Чемпіон СРСР (1988—1991) і Росії (1997). Срібний призер чемпіонату СРСР (1986).
Дугучієв, який велику частину своєї кар'єри боровся в легкій вазі, на початку 1990-х років вважався найкращим греко-римським борцем у світі у своєму дивізіоні. Будучи чемпіоном світу в 1990-91 роках та чемпіоном Європи в 1990 році, Дугучієв їхав на Олімпіаду 1992 року як фаворит олімпійського турніру з греко-римської боротьби в легкій вазі, але несподівана поразка з мінімальним рахунком 0—1 у сутичці за золоту нагороду проти угорця Аттіли Репки залишила йому лише срібну медаль. Після цього Дугучієв почав виступи під прапором Росії. У складі російської національної збірної, за яку він виступав до 1995 року, він виграв чемпіонати світу 1993 та 1994 років та чемпіонат Європи 1993 року, взявши бронзу на чемпіонаті Європи 1994 року, але серйозна травма шийного диска, отримана під час чемпіонату світу 1995 року, завадила йому пройти кваліфікацію до Олімпіади 1996 року. Після цього Дугучієв завершив кар'єру борця та працював тренером з боротьби, але вирішив повернутися на килим і позмагатися за медаль на Олімпіаді 2000 року. Він не був обраний до складу російської команди, але його запросила Федерація боротьби Азербайджану, щоб змагатися під їх прапором. У другому виступі на олімпійській арені в греко-римському легкому дивізіоні Дугучієв фінішував шостим. Він знову відмовився від боротьби після Олімпіади і відновив роботу тренера, ставши головним тренером кадетської збірної команди Росії з греко-римської боротьби.
Син Іслама Дугучієва від першого шлюбу Роланд Шварц теж став греко-римським борцем, живе у Німеччині і виступає за збірну цієї країни. На чемпіонаті Європи 2019 року він дійшов до фіналу, де програв поєдинок за золоту нагороду колишньому підопічному Дугучієва у складі кадетської збірної команди Росії Роману Власову.

## Спортивні результати на міжнародних змаганнях

### Виступи на Олімпіадах
| Змагання                    | Збірна            | Вагова категорія                 | Місце  |
| --------------------------- | ----------------- | -------------------------------- | ------ |
| Літні Олімпійські ігри 1992 | Об'єднана команда | греко-римська боротьба, до 68 кг | Срібло |
| Літні Олімпійські ігри 2000 | Азербайджан       | греко-римська боротьба, до 69 кг | 6      |

### Виступи на Чемпіонатах світу
| Змагання                        | Збірна | Вагова категорія                 | Місце  |
| ------------------------------- | ------ | -------------------------------- | ------ |
| Чемпіонат світу з боротьби 1990 | СРСР   | греко-римська боротьба, до 68 кг | Золото |
| Чемпіонат світу з боротьби 1991 | СРСР   | греко-римська боротьба, до 68 кг | Золото |
| Чемпіонат світу з боротьби 1993 | Росія  | греко-римська боротьба, до 68 кг | Золото |
| Чемпіонат світу з боротьби 1994 | Росія  | греко-римська боротьба, до 68 кг | Золото |
| Чемпіонат світу з боротьби 1995 | Росія  | греко-римська боротьба, до 68 кг | 10     |

### Виступи на Чемпіонатах Європи
| Змагання                         | Збірна | Вагова категорія                 | Місце  |
| -------------------------------- | ------ | -------------------------------- | ------ |
| Чемпіонат Європи з боротьби 1990 | СРСР   | греко-римська боротьба, до 68 кг | Золото |
| Чемпіонат Європи з боротьби 1993 | Росія  | греко-римська боротьба, до 68 кг | Золото |
| Чемпіонат Європи з боротьби 1994 | Росія  | греко-римська боротьба, до 68 кг | Бронза |

### Виступи на Кубках світу
| Змагання                    | Збірна | Вагова категорія                 | Місце  |
| --------------------------- | ------ | -------------------------------- | ------ |
| Кубок світу з боротьби 1989 | СРСР   | греко-римська боротьба, до 68 кг | Золото |

### Виступи на інших змаганнях
| Змагання                                                       | Збірна      | Вагова категорія                 | Місце  |
| -------------------------------------------------------------- | ----------- | -------------------------------- | ------ |
| Гран-прі Німеччини з боротьби 1993                             | Росія       | греко-римська боротьба, до 68 кг | Золото |
| Олімпійський кваліфікаційний турнір з боротьби 2000 (Ташкент)  | Азербайджан | греко-римська боротьба, до 69 кг | Золото |
| Олімпійський кваліфікаційний турнір з боротьби 2000 (Колорадо) | Азербайджан | греко-римська боротьба, до 69 кг | 12     |

### Виступи на змаганнях молодших вікових груп
| Змагання                                       | Збірна | Вагова категорія                 | Місце  |
| ---------------------------------------------- | ------ | -------------------------------- | ------ |
| Чемпіонат Європи з боротьби серед юніорів 1984 | СРСР   | греко-римська боротьба, до 60 кг | Золото |
| Чемпіонат Європи з боротьби серед молоді 1986  | СРСР   | греко-римська боротьба, до 68 кг | Срібло |